# Prinsengracht 581-583
Prinsengracht 581-583 te Amsterdam is een bedrijfsgebouw aan de Prinsengracht in Amsterdam-Centrum.

## Aanleg van de Prinsengracht
De Prinsengracht werd in gedeelten aangelegd en volgebouwd in de 17e eeuw. De stad Amsterdam was toen het Singel overgestoken en voordat de Jordaan werd gebouwd, was het de buitengrens van bebouwing. Die historie houdt dan ook in dat de oorspronkelijke bebouwing (grotendeels) is afgebroken dan wel afgebrand om plaats te maken voor nieuwbouw, waarbij soms deze cyclus herhaald werd. Huisnummers 581-583 is gesitueerd aan de oostelijke gevelwand tussen de Runstraat en Leidsegracht.

## Gebouw
Aan dit gebouw is nog af te zien wat de vorige bestemming was. Het waren twee pakhuizen, beide onder een tuitgevel. Gerrit Lamberts tekende de situatie in 1815. Ze hadden vier a vijf verdiepingen waarvan de bovenste aansloot op de zolder. Onder architectuur van Antoni Martinus Adolf Gulden (1840-1917) kwam er in de eerste tien jaar van de 20e eeuw een grootscheepse verbouwing (wellicht in tweeën) opgang, waarbij de daken werden afgeplat en de pui van drie etage geheel in natuursteen, hout en glas werd uitgevoerd. De stijl lijkt hier en daar op het rationalisme. Opdrachtgever was toen de firma Adler, rijwielgroothandel, later ook autohandel. Na vertrek van Adler huurden verschillende bedrijven het gebouw. Pianohandel Christofori, die ook een expositieruimte annex concertzaal(tje) (Salon Christofori) inbouwde drukte een grote stempel op het uiterlijk; de naam staat in grote letters ook in 2025 nog op het gebouw. Bovendien is tussen de huisnummers nog een artistiek vignet te zien. In 2025 zijn er bedrijven en kantoren gevestigd, onder andere dat van Human Rights Watch.
Het gebouw staat tussen gemeentelijke monumenten Prinsengracht 579 en Prinsengracht 587 in; het eerste is ouder, het tweede jonger dan huisnummers 581–583. Zelf is het geen monument.

## Galerij

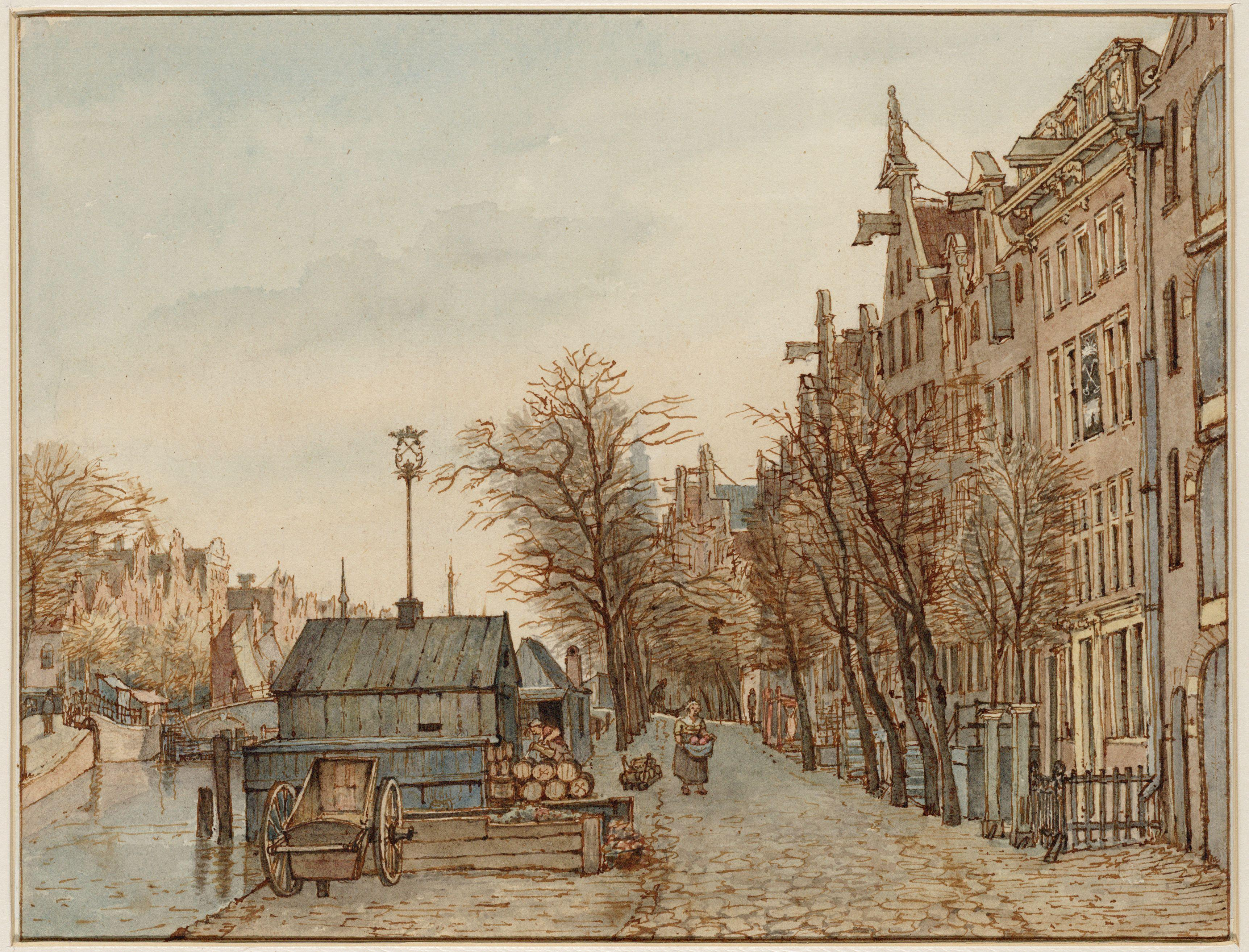
Nr. 581 als pakhuis, uiterst rechts (1815)
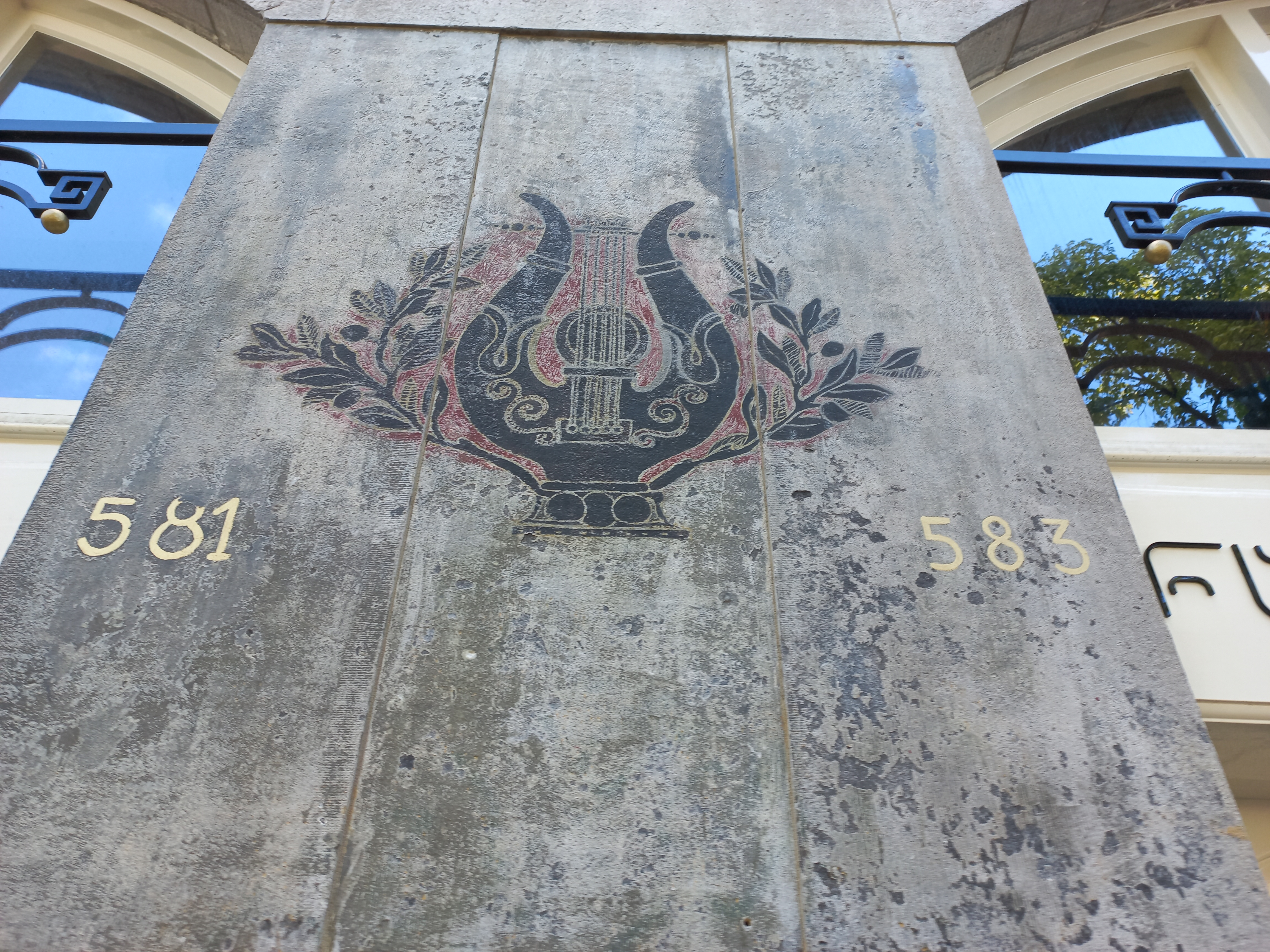
Vignet (2025)